# Захист Німцовича
Захист Німцо́вича або Німцово-індійський захист — дебют, що починається ходами: 
 1. d2-d4 Kg8-f6 
 2. c2-c4 e7-e6 
 3. Kb1-c3 Cf8-b4. 
 Можлива перестановка початкових ходів. 
Належить до закритих початків.
Ідея дебюту - це створення фігурного тиску на центральні поля d4, d5.

## Історія
Дебют названо ім'ям видатного шахового теоретика Арона Німцовича. Згідно з шаховою теорією Німцовича, чорні отримують перевагу в результаті утворення у білих слабкості (подвоєнних пішаків) після розміну слона на коня на полі с3.

## Варіанти
- 4. Cc1-g5 — Ленінградська система
- 4. a2-а3 — система Земіша
- 4. Фd1-b3 — система Шпільмана
- 4. Фd1-с2 — класична система
- 4. e2-е3 — система Рубінштейна
- 4. g2-g3 - система Романишина[1]